# Anton Jelen
Anton Jelen - Klemšetov , slovenski publicist, sadjar in pisatelj, * 4. januar 1907, Šentilj pri Velenju, (tedaj Avstro-Ogrska monarhija) † 17. oktober 1992, Arnače. (Republika Slovenija)

## Življenjepis
Anton Jelen, po domače Klemšetov, se je rodil 4. januarja 1907 v vasi, župniji in občini Šentilj pri Velenju. 
Že v zgodnji mladosti ga je zanimalo drevesničarstvo, sadjarstvo, vrtnarstvo in vinogradarstvo; pritegnil ga je zgled sorodnikov bratov in njihovih staršev Dolinšek, od katerih je najbolj znan Ivan Dolinšek. Skopa in ilovnata šentiljska zemlja kljub skrbni obdelavi ni mogla preživljati številne Klemšetove družine.

### Družina
5. novembra 1939 se je poročil z gojenko gospodinjske šole, ki so jo vodile šolske sestre, v malološki Plečnikovi kapeli. Poročal je stolni dekan, skladatelj Franc Kimovec. To je bila prva poroka v tej grajski kapeli v času delovanja gospodinjske šole. Marija je bila tukaj gojenka 10. letnika Banovinske kmetijsko-gospodinjske šole na Mali Loki.
Marija Brenčič je iz šole odšla po končani šoli z Antonom Jelenom na njegovo domačijo, h "Klemšetovim" v Šentilju, kjer so poleg matere-vdove Marije živeli še njegovi neporočeni bratje in sestre: Ivan, Martin (organist), Jožefa. Zaradi dela v drevesnici je bil pri hiši vedno tudi še delovna sila, navadno kak bližnji sorodnik ali birmanec. 
Anton Jelen je znan je kot sadjar, vrtnar, drevesničar, vrtičkar, fotograf, publicist in pisatelj. Tolikšno raznovrstno dejavnost mu je vsilila borba za vsakdanji kruh, da bi lažje preživil sebe in devetčlansko družino. Anton je objavljal strokovne članke o sadjarstvu po raznih časopisih; napisal pa je tudi več črtic in veseloiger.

## Dela
- Strah v Kožju (gledališka igra, 1944).
- Elektriko hočemo! (skupaj z ženo Marijo, 1947)
- Moj križev pot (Založba Kmečki glas, Ljubljana 2001).

1. ↑  »Marija Brenčič in Anton Jelen pred oltarjem v grajski kapeli«. kamra. Arhivirano iz prvotnega spletišča dne 21. septembra 2013. Pridobljeno 2. aprila 2013.